# Баґешвар
Баґешвар (англ. Bageshwar) — місто, розташоване в передгір'ях Гімалаїв у індійському штаті Уттаракханд, адміністративний центр округу Баґешвар. Місто, разом з невеликим селищем Байджінатх неподалік від нього, має велике туристичне значення та містить кілька старинних храмів приблизно 10 століття.

## Географія
Місто розташоване біля впадіння річки Сараю до Гангу.

### Клімат
Місто знаходиться у зоні, котра характеризується вологим субтропічним кліматом. Найтепліший місяць — червень із середньою температурою 27.3 °C (81.2 °F). Найхолодніший місяць — січень, із середньою температурою 11 °С (51.8 °F).
| Клімат Баґешвара        | Клімат Баґешвара | Клімат Баґешвара | Клімат Баґешвара | Клімат Баґешвара | Клімат Баґешвара | Клімат Баґешвара | Клімат Баґешвара | Клімат Баґешвара | Клімат Баґешвара | Клімат Баґешвара | Клімат Баґешвара | Клімат Баґешвара | Клімат Баґешвара |
| Показник                | Січ.             | Лют.             | Бер.             | Квіт.            | Трав.            | Черв.            | Лип.             | Серп.            | Вер.             | Жовт.            | Лист.            | Груд.            | Рік              |
| Середній максимум, °C   | 17,2             | 19,5             | 25               | 30,7             | 33,7             | 32,9             | 29,4             | 28,9             | 28,7             | 27,4             | 23,6             | 19,1             | 26,4             |
| Середня температура, °C | 11               | 13,1             | 18,1             | 23,6             | 26,8             | 27,4             | 25,4             | 25,1             | 24,2             | 21,3             | 16,8             | 12,7             | 20,5             |
| Середній мінімум, °C    | 4,9              | 6,7              | 11,2             | 16,5             | 19,8             | 21,8             | 21,5             | 21,3             | 19,8             | 15,2             | 10               | 6,3              | 14,6             |
| Норма опадів, мм        | 32.9             | 35.1             | 30.1             | 24.4             | 43.7             | 157              | 328.9            | 328.2            | 178.4            | 42.5             | 6                | 13.6             | 1220.8           |
| ----------------------- | ---------------- | ---------------- | ---------------- | ---------------- | ---------------- | ---------------- | ---------------- | ---------------- | ---------------- | ---------------- | ---------------- | ---------------- | ---------------- |
| Джерело: Weatherbase    |                  |                  |                  |                  |                  |                  |                  |                  |                  |                  |                  |                  |                  |